# Traktor Classic
Traktor Classic ist ein Magazin für klassische Traktoren, das zweimonatlich im GeraMond Verlag mit einer verkauften Auflage von 20.000 Exemplaren erscheint. Es erschien erstmals im Jahr 2008 und reiht sich in die Classic-Reihe (Auto Classic, Schiff Classic und Flugzeug Classic) des GeraMond Verlages ein. Externer leitender Fachredakteur ist Ernst Kramer.

## Inhalt
Traktor Classic beinhaltet Traktor-Portraits, Kaufberatungen, Magazin-Storys über Szene, Museen, Vereine und Sammler und einen Service & Technik-Teil, in dem unter anderem Restaurationstechniken und historische Technik besprochen werden.

## Redaktion
Redaktionssitz ist München.
Chefredakteur:
- 2008[2] bis 2014: Michael Krische
- 2015: Michael Suck[3]
- 2018 bis 2020: Ulrich Safferling

Aktuell (November 2023) ist Bernhard Kramer Chefredakteur.

## Weitere Publikationen
Unter der Marke Traktor Classic wurden zudem die folgenden Publikationen veröffentlicht:
- Traktor Classic Jahrbuch 2011 bis 2020
- Traktor Classic Sonderhefte zu diversen Traktormarken wie Schlüter (2018), Unimog (2017), Eicher und Fendt (2016), Deutz (2015)